# 関帝廟 (常平村)
関帝廟（かんていびょう）は、中華人民共和国山西省運城市塩湖区解州鎮常平村にある道教廟宇。廟に関羽を祭る。解州関帝廟から約10キロ離れている。

## 歴史
関帝廟は、隋唐時期（581年—907年）に創建された。
明の成化12年（1476年）、嘉靖2年（1523年）と嘉靖9年（1530年）、関帝廟は地元の村民によって三回修復された。
2006年5月25日、中華人民共和国国務院は関帝廟を全国重点文物保護単位に認定した。

## 建築物
関帝廟は山門、午門、享殿、関帝殿（崇寧殿ともいう）、娘娘殿、聖祖殿の６つの院落が中軸線上に並び、その両側に廂房、配殿、回廊がある。面積は6万平方メートルちかい。

## ギャラリー
- 石坊、山門。
- 献殿、左右碑亭。
- 献殿。
- 崇寧殿。
- 崇寧殿の内暖閣。
- 娘娘殿。
- 太子殿。
- 聖祖殿。